# George Cholmondeley, visconte Malpas
George Cholmondeley, visconte Malpas (Londra, 17 ottobre 1724 – 15 marzo 1764), è stato un nobile e politico inglese.

## Biografia
Era il figlio maggiore di George Cholmondeley, III conte di Cholmondeley, e di sua moglie, Lady Mary Walpole, figlia del primo ministro Robert Walpole, I conte di Orford.

## Carriera
Ha combattuto nella battaglia di Fontenoy (1745) e, in seguito, raggiunse il grado di tenente colonnello del 65º Reggimento. Nel 1754 è stato eletto alla Camera dei Comuni per Bramber, carica che mantenne fino al 1761, e per Corfe Castle (1761-1764).

## Matrimonio
Sposò, 19 gennaio 1747, Hester Edwards, figlia di Sir Francis Edwards, III Baronetto. Ebbero due figli:
- Hester Cholmondeley, sposò William Clapcote-Lisle, ebbero una figlia;
- George James Cholmondeley (1749-1827)

## Morte
Morì il 15 marzo 1764, per una infiammazione delle viscere. Fu sepolto a Malpas, Cheshire.

## Ascendenza
|                                                |                |                                       | Genitori                                                |  |  | Nonni |  |  | Bisnonni                                     |  |  | Trisnonni         |  |
|                                                |                |                                       |                                                         |  |  |       |  |  | Robert Cholmondeley, I visconte Cholmondeley |  |  | Hugh Cholmondeley |  |
|                                                |                |                                       |                                                         |  |  |       |  |  | Robert Cholmondeley, I visconte Cholmondeley |  |  | Hugh Cholmondeley |  |
|                                                |                | Mary Bodvile                          |                                                         |  |  |       |  |  | Robert Cholmondeley, I visconte Cholmondeley |  |  |                   |  |
| George Cholmondeley, II conte di Cholmondeley  |                |                                       |                                                         |  |  |       |  |  | Robert Cholmondeley, I visconte Cholmondeley |  |  |                   |  |
|                                                |                | Elizabeth Cradock                     | George Cradock                                          |  |  |       |  |  |                                              |  |  |                   |  |
|                                                |                | Elizabeth Cradock                     | George Cradock                                          |  |  |       |  |  |                                              |  |  |                   |  |
|                                                |                | Elizabeth Cradock                     | Dorothy Saunders                                        |  |  |       |  |  |                                              |  |  |                   |  |
| George Cholmondeley, III conte di Cholmondeley |                | Elizabeth Cradock                     |                                                         |  |  |       |  |  |                                              |  |  |                   |  |
|                                                |                | Albert Willemsz van Ruytenburgh       | Willem van Ruytenburgh, signore di Vlaardingen          |  |  |       |  |  |                                              |  |  |                   |  |
|                                                |                | Albert Willemsz van Ruytenburgh       | Willem van Ruytenburgh, signore di Vlaardingen          |  |  |       |  |  |                                              |  |  |                   |  |
|                                                |                | Albert Willemsz van Ruytenburgh       | Alida Jonckheyn                                         |  |  |       |  |  |                                              |  |  |                   |  |
| Elizabeth van Ruyterburgh                      |                | Albert Willemsz van Ruytenburgh       |                                                         |  |  |       |  |  |                                              |  |  |                   |  |
|                                                |                | Wilhelmina Anna van Nassau-Beverweerd | Lodewijk van Nassau, signore di Beverweerd, Odijk e Lek |  |  |       |  |  |                                              |  |  |                   |  |
|                                                |                | Wilhelmina Anna van Nassau-Beverweerd | Lodewijk van Nassau, signore di Beverweerd, Odijk e Lek |  |  |       |  |  |                                              |  |  |                   |  |
|                                                |                | Wilhelmina Anna van Nassau-Beverweerd | Isabella van Horne                                      |  |  |       |  |  |                                              |  |  |                   |  |
| George Cholmondeley, visconte Malpas           |                | Wilhelmina Anna van Nassau-Beverweerd |                                                         |  |  |       |  |  |                                              |  |  |                   |  |
|                                                | Robert Walpole | Sir Edward Walpole                    |                                                         |  |  |       |  |  |                                              |  |  |                   |  |
|                                                | Robert Walpole | Sir Edward Walpole                    |                                                         |  |  |       |  |  |                                              |  |  |                   |  |
|                                                | Robert Walpole | Susan Crane                           |                                                         |  |  |       |  |  |                                              |  |  |                   |  |
| Robert Walpole, I conte di Orford              | Robert Walpole |                                       |                                                         |  |  |       |  |  |                                              |  |  |                   |  |
|                                                |                | Mary Burwell                          | Sir Geoffrey Burwell                                    |  |  |       |  |  |                                              |  |  |                   |  |
|                                                |                | Mary Burwell                          | Sir Geoffrey Burwell                                    |  |  |       |  |  |                                              |  |  |                   |  |
|                                                |                | Mary Burwell                          | Elizabeth Derehaugh                                     |  |  |       |  |  |                                              |  |  |                   |  |
| Lady Mary Walpole                              |                | Mary Burwell                          |                                                         |  |  |       |  |  |                                              |  |  |                   |  |
|                                                |                | Sir John Shorter                      | Sir John Shorter                                        |  |  |       |  |  |                                              |  |  |                   |  |
|                                                |                | Sir John Shorter                      | Sir John Shorter                                        |  |  |       |  |  |                                              |  |  |                   |  |
|                                                |                | Sir John Shorter                      | Isabella Birkett                                        |  |  |       |  |  |                                              |  |  |                   |  |
| Catherine Shorter                              |                | Sir John Shorter                      |                                                         |  |  |       |  |  |                                              |  |  |                   |  |
|                                                |                | Elizabeth Phillips                    | Sir Erasmus Philipps, III baronetto                     |  |  |       |  |  |                                              |  |  |                   |  |
|                                                |                | Elizabeth Phillips                    | Sir Erasmus Philipps, III baronetto                     |  |  |       |  |  |                                              |  |  |                   |  |
|                                                |                | Elizabeth Phillips                    | Catherine Darcy                                         |  |  |       |  |  |                                              |  |  |                   |  |
|                                                |                | Elizabeth Phillips                    |                                                         |  |  |       |  |  |                                              |  |  |                   |  |